# Католицизм в Латвии

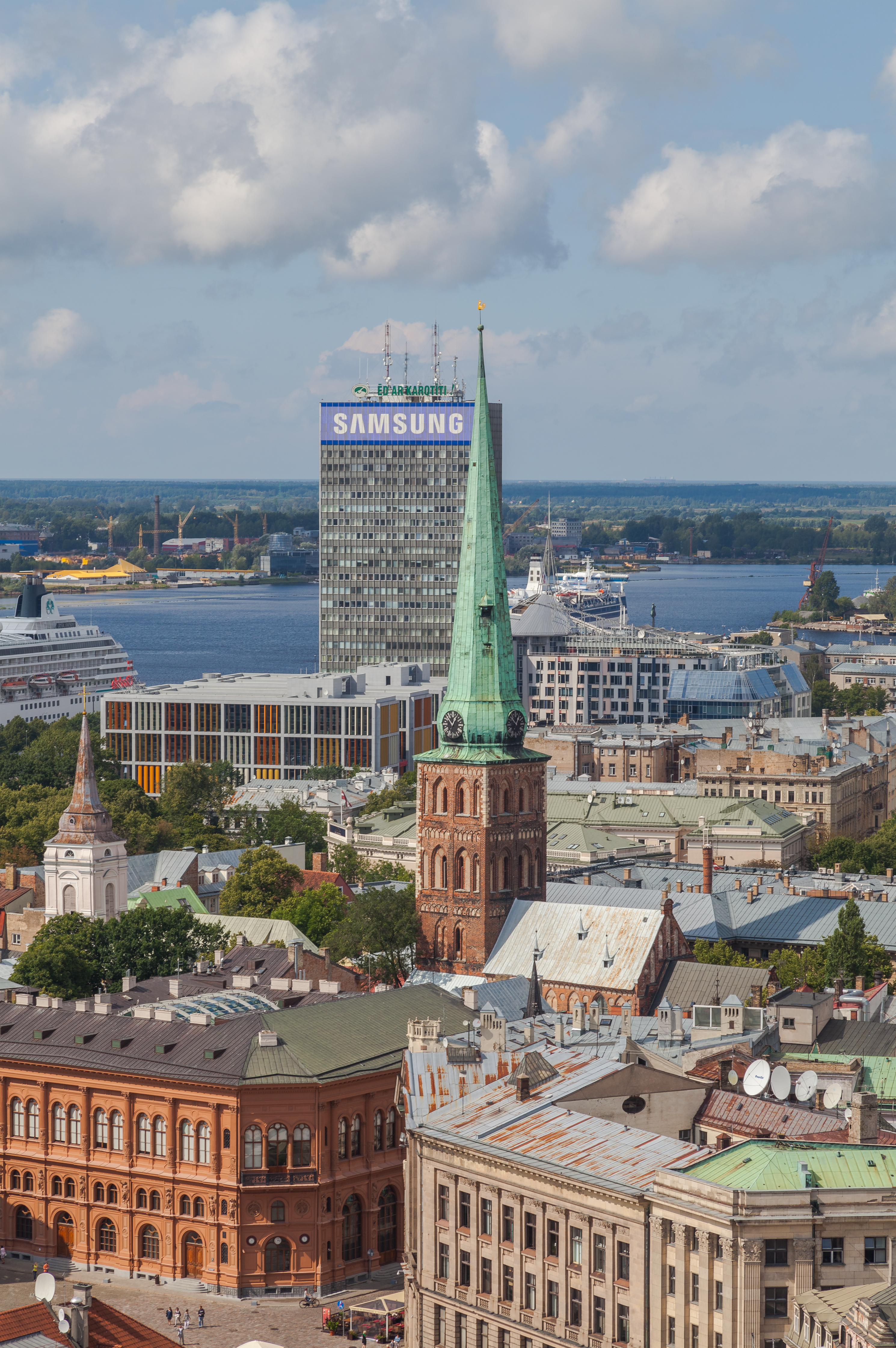
Собор святого Иакова, Рига, Латвия

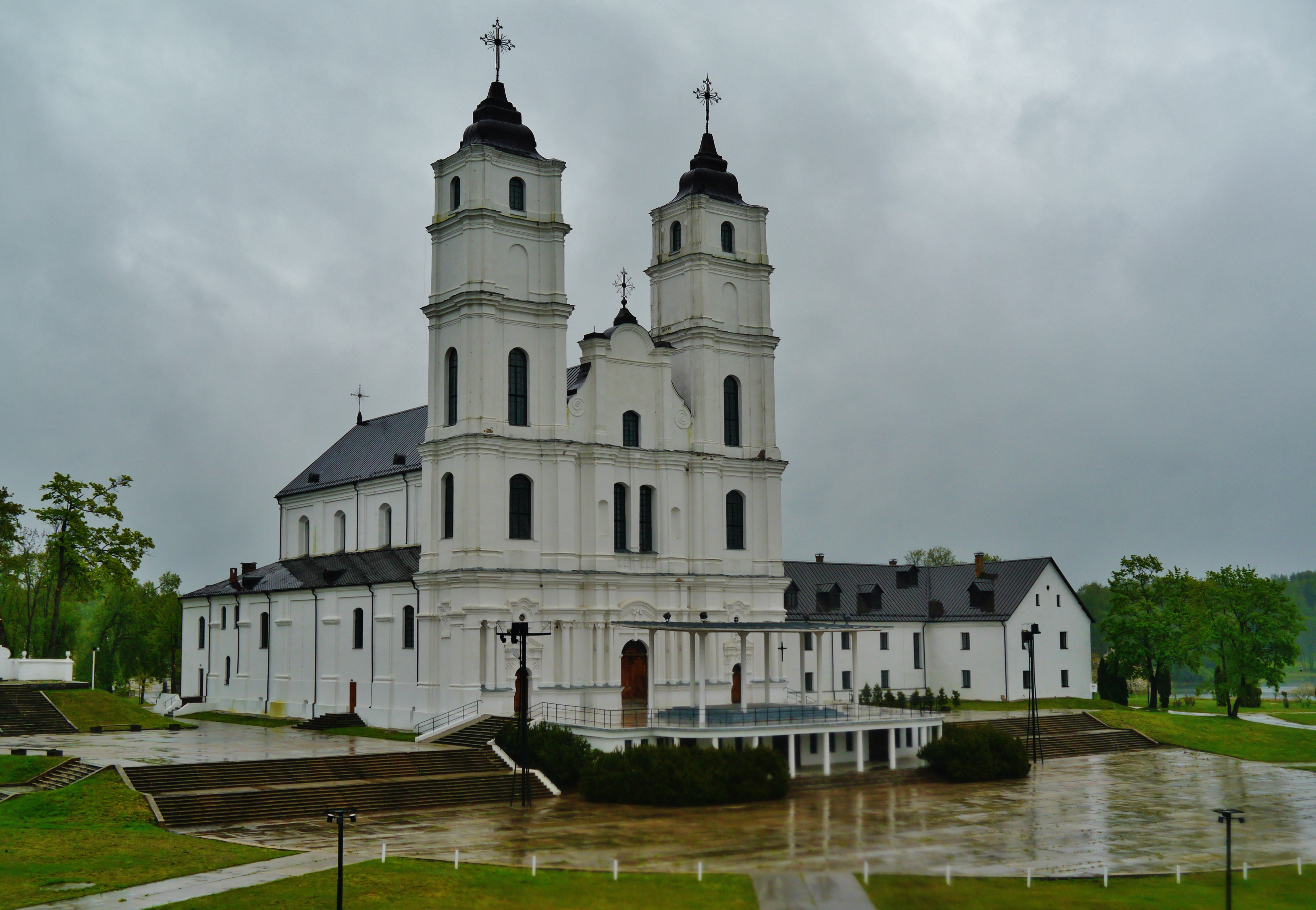
Аглонская базилика, Аглона, Латвия

Католицизм в Латвии или Католическая церковь в Латвии является частью всемирной Католической церкви. Численность католиков в Латвии составляет около 476 700 человек (около 22,7 % от общей численности населения). Католицизм распространён в основном среди латышских этнографических групп латгальцев и суйтов, а также среди проживающих в Латвии поляков и части белорусов.

## История
Знакомство местного населения с христианством относится к XI веку. В это время на территории проживания куршей и курземских ливов появились первые западные миссионеры. Латгалы познакомились впервые с восточным христианством.
В конце XII века на территории сегодняшней Латвии проповедовал католический миссионер из монашеского ордена августинцев святой Мейнард, который построил в 1185 году первую католическую церковь в селении Икшкиле. В 1186 году Мейнард стал первым епископом Ливонии. В 1201 году третий епископ Ливонии Альберт Рижский перенёс кафедру в Ригу.
Крещение западных латвийских народов завершилось к 1225 году. Народы, проживавшие на востоке современной Латвии, были приобщены к христианству во второй половине XIII века.
В 1234 году образовалось независимое Курляндское епископство, которое в 1559 году было присоединено к Дании и после 1585 года — к Речи Посполитой. В 1243 году было образовано Эрмландское епископство. В 1255 году кафедрой этого епископства стала Рига и Эрмландское епископство стало наименоваться как Рижское епископство. С 1237 году был образован теократический Ливонский орден, просуществовал до 1561 года, когда его территория отошла к Речи Посполитой.
С начала XVI века на территории современной Латвии стали распространяться идеи Реформации, против которых активно боролись иезуиты при поддержке Задвинского герцога. В 1525 году Римский папа Бенедикт XV упразднил Рижскую епархию. После польско-шведской войны Ливония отошла к Швеции, в результате чего лютеранство в Ливонии получило широкую государственную поддержку. Латгалия осталась под влиянием Речи Посполитой, поэтому католичество здесь сохранило свои значительные позиции.
После первой северной войны России со Швецией Ливония (Лифляндия) была присоединена к Российской империи. После раздела Польши в 1772 году к Российской империи была присоединена Латгалия и в 1795 году после второго раздела Польши к России отошло Курляндское герцогство.
После образования независимой Латвии в 1920 году территория католических епархий были воссозданы в границах нового латвийского государства. В 1920 году в Латвии была образована Католическая политическая партия, которая принимала активное участие в общественной жизни страны. 31 октября 1925 года Римский папа Пий XI издал бреве De more Romanorum Pontificum, которым учредил в Латвии апостольскую нунциатуру. В 1937 году Латвия заключила конкордат со Святым Престолом.
После присоединения Латвии к СССР деятельность Католическая церковь подверглась гонениям со стороны советской власти. На 1 июня 1947 года в Рижской семинарии было, согласно докладу Председателя Совета по делам религиозных культов И. В. Полянского, 29 учащихся и 7 преподавателей. В послевоенное время деятельность Католической церкви в Латвийской ССР подвергалась значительным ограничениям. Местным епископам предписывалось сообщать надзорным органам о своих решениях, многие священнослужители были репрессированы. Католические монастыри были закрыты. В 1949 году был арестован и осуждён епископ Дульбинскис. После смерти Сталина были отменены некоторые ограничения. В 1956 году была открыта Рижская семинария. Святой Престол поручил апостольскому администратору Риги епископу Юлиану Вайводсу католиков, проживавших в остальных республиках СССР, кроме Литовской ССР. Рижской семинарии был присвоен статус межреспубликанской семинарии — в ней обучались студенты из всех республик СССР.
После воссоздания Латвийской Республики в 1991 году деятельность Католической церкви в Латвии приобрела свободу. Католической церкви была возвращена её собственность, конфискованная советской властью.
12 сентября 2002 года был подписан конкордат между Латвией и Ватиканом.
Перед началом референдума 18 февраля 2012 года о внесении поправок в Конституцию Латвии, католические епископы Латвии выступили с обращением голосовать против придания русскому языку статуса государственного языка.

## Современное состояние
В настоящее время в Латвии действует 1 архиепархия, три епархии, 252 католических прихода. Централизованным органом Католической церкви в Латвии сегодня является Конференция католических епископов Латвии.
- Рижская архиепархия;
  - Елгавская епархия;
  - Лиепайская епархия;
  - Резекненско-Аглонская епархия.